# Lucil·li de Tarra
Lucil·li de Tarra (en llatí Lucillus, en grec antic Λουκίλλιος va ser un escriptor grec de Tarrha a Creta, que va escriure una obra sobre la ciutat de Tessalònica. Aquesta obra és mencionada per Esteve de Bizanci.
Va escriure també un comentari sobre Les Argonàutiques d'Apol·loni Rodi, i una col·lecció de proverbis, als que fan referència Zenobi, Joan Tzetzes, Miquel Apostoli i Stefanos. La seva època exacta no s'ha pogut determinar.